# Шимэнь
Шимэ́нь (кит. упр. 石门, пиньинь Shímén, буквально: «каменные врата») — уезд городского округа Чандэ провинции Хунань (КНР).

## История
В эпоху Троецарствия в составе государства У был создан Тяньмэньский округ (天门郡). Впоследствии, в эпоху Южных и Северных династий власти округа переехали на место, находящееся на территории современного уезда Шимэнь. Когда эти земли оказались в составе империи Чэнь, в 558 году Тяньмэньский округ был переименован в Шимэньский (石门郡). Объединив все китайские земли, империя Чэнь сменила название на Суй и занялась административным переустройством; в частности, был расформирован Шимэньский округ, а в бывшем месте пребывания его властей был создан уезд Шимэнь.
После образования КНР в 1949 году был создан Специальный район Чанфэн (常沣专区), и уезд вошёл в его состав. 29 августа 1950 года Специальный район Чанфэн был переименован в Специальный район Чандэ (常德专区). В 1970 году Специальный район Чандэ был переименован в Округ Чандэ (常德地区).
Постановлением Госсовета КНР от 23 января 1988 года округ Чандэ был преобразован в городской округ.

## Административное деление
Уезд делится на 11 посёлков и 8 волостей.